# ستيفن بيتي
ستيفن بيتي هو مجدف كندي، ولد في 11 أبريل 1959 في وودستوك في كندا.

## وصلات خارجية
- ستيفن بيتي على موقع الاتحاد الدولي للتجديف (الإنجليزية)
- ستيفن بيتي على موقع اللجنة الأولمبية الدولية (الإنجليزية)
- ستيفن بيتي على موقع أوليمبيديا (الإنجليزية)